# Zusatzweiterbildung Suchtmedizinische Grundversorgung
Die Zusatzweiterbildung Suchtmedizinische Grundversorgung ist eine in der Musterweiterbildungsordnung der deutschen Bundesärztekammer von 2018 (MWBO) aufgeführte Zusatz-Weiterbildung im Bereich Suchtmedizin für Fachärzte aller Facharztbezeichnungen.

## Definition
Die Zusatz-Weiterbildung Suchtmedizinische Grundversorgung umfasst in Ergänzung zu einer Facharztkompetenz die Vorbeugung, Erkennung, Behandlung und Rehabilitation von Krankheitsbildern im Zusammenhang mit dem schädlichen Gebrauch suchterzeugender Stoffe und nicht-stoffgebundener Suchterkrankungen.

## Mindestanforderung
Um die Zusatzbezeichnung Suchtmedizinische Grundversorgung führen zu dürfen, müssen Ärztinnen und Ärzte
- über eine Facharztanerkennung verfügen und
- einen Weiterbildungskurs in Suchtmedizinischer Grundversorgung mit einem Umfang von 50 Stunden absolviert haben.[1][2]

Bei der Anmeldung zur Weiterbildungsprüfung müssen der zuständigen Ärztekammer  sämtliche Nachweise über die erfüllten Mindestanforderungen vorgelegt werden. Dazu gehören auch die Logbuch-Dokumentationen über alle durch die MWBO vorgegebenen Inhalte der Weiterbildung.
Fachärzte für Kinder- und Jugendpsychiatrie und -psychotherapie sowie Fachärzte für Psychiatrie und Psychotherapie sind zum Führen der Zusatzbezeichnung berechtigt, da die Inhalte der Zusatz-Weiterbildung Suchtmedizinische Grundversorgung integraler Bestandteil ihrer Weiterbildungsgänge sind.

## Inhalte der Weiterbildung
Zur Weiterbildungsprüfung muss man darlegen können, dass man Kenntnisse, Erfahrungen und Fertigkeiten unter anderem in folgenden Bereichen erlangt hat:
- Vorbeugung, Erkennung, Behandlung und Rehabilitation von Suchtkrankheiten
- Beratung im Zusammenhang mit suchterzeugenden Stoffen und nicht-stoffgebundenen Suchterkrankungen
- Entzugs- und Substitutionsbehandlung
- Kriseninterventionen
- Erkennung psychiatrischer und somatischer Erkrankungen im Zusammenhang mit Suchterkrankungen und Indikationsstellung zur weiterführenden Behandlung.[1]

Die Inhalte der Musterweiterbildungsordnung sind allerdings nur eine Empfehlung für die rechtsverbindlichen Weiterbildungsordnungen der Landesärztekammern, die hiervon abweichende Regelungen treffen können.